# Gottlieb Krause (Historiker)
Gottlieb Krause (* 26. Juni 1804 in Gustau bei Quaritz, Schlesien; † 25. Februar 1888 in Naumburg) war ein deutscher Historiker und Schlossbibliothekar am Hof der Herzöge von Anhalt-Köthen.

## Leben
Gottlieb Krause war gebürtiger Schlesier.  Über seine Anfangsjahre ist nichts bekannt.  Er stand im Dienste der schlesischen Adelsfamilie Schoenaich-Carolath, als er 1842 von Herzog Heinrich von Anhalt-Köthen zum Kurator der herzoglichen Bibliothek, des Schlossarchivs wie auch der Naumannschen ornithologischen Sammlung in Köthen berufen wurde.  Da Heinrich seit 1841 zugleich auch Fürst von Anhalt-Pless war, ist anzunehmen, dass er Krause bereits in Schlesien kennengelernt hatte.
Als Bibliothekar der herzoglichen Sammlungen in Köthen erwarb sich Gottlieb Krause bedeutende Verdienste.  Erstmals verwies er die Wissenschaft auf wichtige Archivalien, vor allem die Existenz des frühesten „Erzschreins“ (Archivs) der Fruchtbringenden Gesellschaft mit zahlreichen Dokumenten zur Entwicklung der deutschen Sprache.  In umfangreichen Sammelbänden veröffentlichte er Tausende von Briefen und Aktenstücke aus der Zeit des Dreißigjährigen Krieges, ebenso wie Auszüge aus dem vielbändigen Tagebuch Christians II. von Anhalt-Bernburg, eine wichtige Geschichtsquelle.
Seinen historischen Forschungen verdanken wir ferner die dreibändige Biografie von Fürst Ludwig I. von Anhalt-Köthen, eine Biografie des berühmten Didaktikers Wolfgang Ratke, wie auch zahlreiche Einzelveröffentlichungen zur Geschichte Anhalts.  Nach fast vier Jahrzehnten produktiver Tätigkeit wurde er 1879 pensioniert.
Gottlieb Krause vermählte sich (wohl erst in Köthen) mit Antonie, geb. Reuter.  Aus dieser Ehe gingen vier Kinder hervor, darunter der bekannte Chemiker Georg Krause, Begründer der „Chemiker-Zeitung“.  Im Ruhestand lebte er seit 1883 bei seiner Tochter Agnes in Naumburg, wo er 1888 im Alter von 84 Jahren verstarb.  Sein Leichnam wurde sofort nach Köthen überführt und drei Tage danach am 28. Februar auf dem Alten Friedhof in Köthen beigesetzt.

## Ehrungen
- Im Jahr 1874 ernannte Herzog Friedrich I. den verdienten Gelehrten zum Ritter 2. Klasse des Herzoglich Anhaltischen Hausorden Albrechts des Bären. Zugleich erhielt er den Titel eines Hofrats.

## Schriften
- Der Fruchtbringenden Gesellschaft ältester Erzschrein.  Leipzig 1855 (Ndr. Hildesheim 1973).
- (Hrsg.) Das Tagebuch Christians des Jüngeren, Fürsten zu Anhalt.  Leipzig 1855.
- (Hrsg.) Urkunden, Aktenstücke und Briefe zur Geschichte der Anhaltischen Lande und ihrer Fürsten unter dem Drucke des dreißigjährigen Krieges.  7 Tle. in 5 Bdn.  Leipzig 1861–66.
- Wolfgang Ratichius oder Ratke im Lichte seiner und seiner Zeitgenossen Briefe und als Didacticus in Köthen und Magdeburg.  Leipzig 1872.
- Fürst Ludwig und sein Land vor und während des Dreißigjährigen Krieges.  3 Bde.  Köthen und Neusalz 1877–79.
- zahlreiche Artikel in den Mitteilungen des Vereins für anhaltische Landesgeschichte und anderen Zeitschriften.